# ザガート

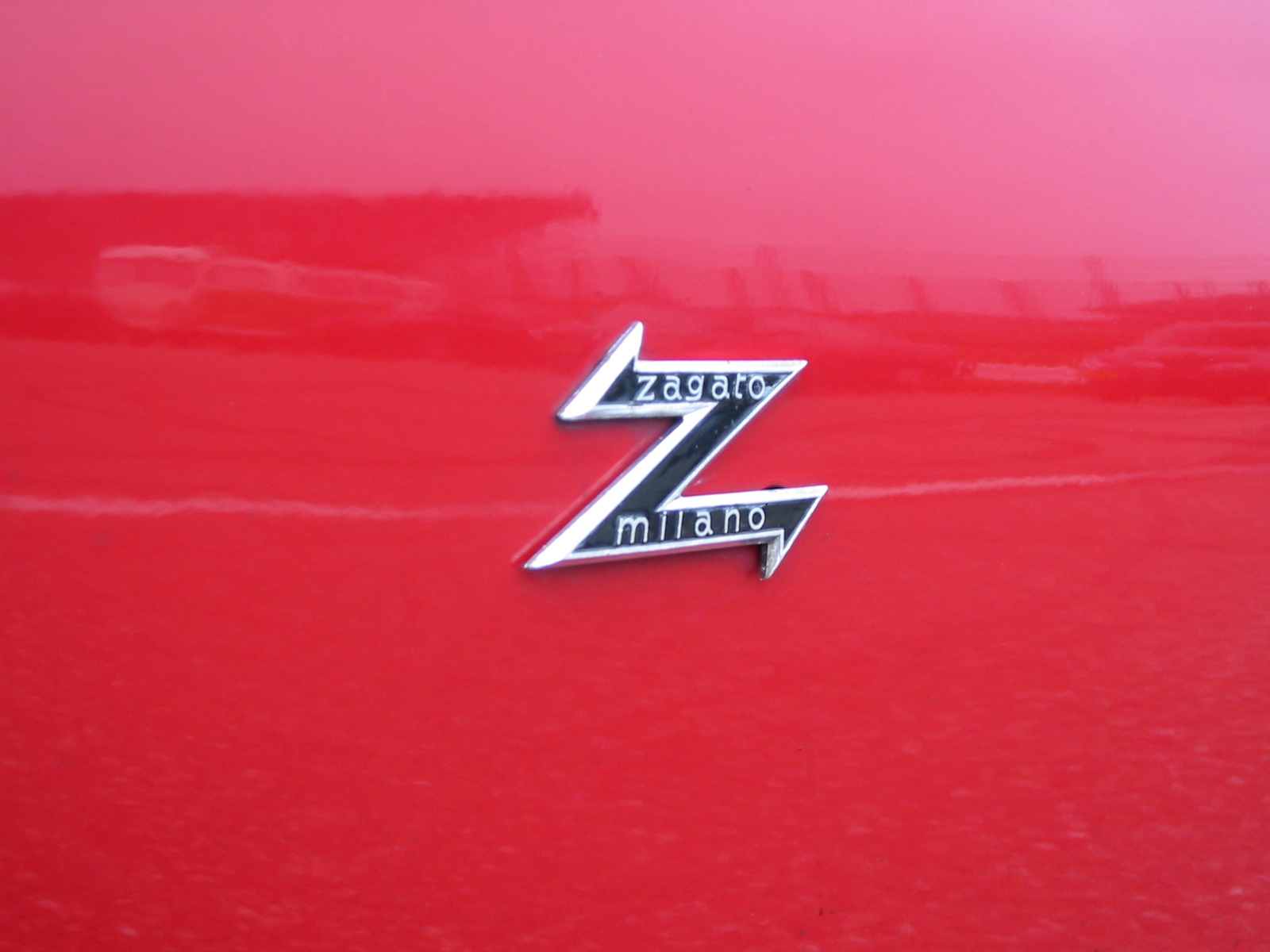
ザガートのバッジ

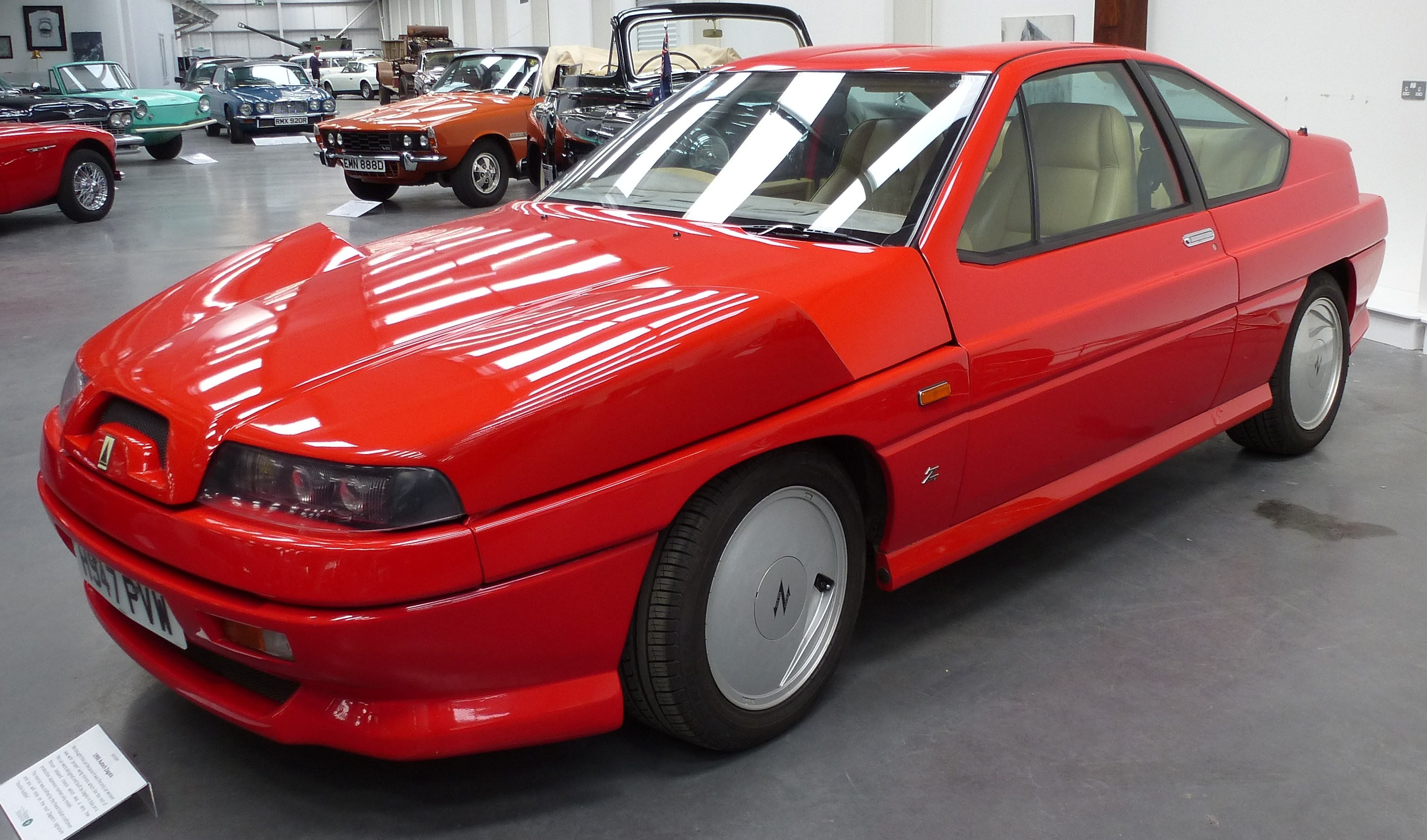
Stelvio 1990

ザガート (Zagato) は イタリア・ミラノに本拠を置くカロッツェリア。現在ではSZデザイン (SZ DESIGN s.r.l.) と名を改め、自動車をはじめとする工業デザインのコンサルティングや技術サービスを提供する企業となっている。創業者はウーゴ・ザガート。

## 沿革
1919年創立。航空機の機体製造技術を生かした軽量で空力的な車体設計・製造を得意とした。アルファロメオの1750グランスポルト、2300 8Cなどが第二次世界大戦前の代表作である。戦後はウーゴの子息ジャンニに加え、1960年から69年まで在籍したエルコーレ・スパーダが加入したこともあって1950－60年代に全盛期を迎え、マセラティ、アルファ・ロメオ、フィアット、ランチア、アバルト、アストンマーティン、そして時には定番のピニンファリーナに代わってフェラーリにも、特徴的な軽量でエアロダイナミックかつ前衛的な美しさを特徴とした車体を架装した。デザインシンボルとして、搭乗者の頭上の屋根がふたつのこぶの様に盛り上がったダブルバブルルーフが知られている。
スパーダの退社後は沈滞期を迎え、ピニンファリーナデザインのランチア・ベータスパイダーのボディ製作やミニカーの製造などで事業を継続しつつ、時たま自動車ショーにショーモデルを発表していたが、1980年代後半から活力を取り戻し、1986年のアストンマーティン・V8ザガート（クーペ52台、オープン37台が生産された(『80年代輸入車のすべて』三栄書房、98、99頁参照)）や、1989年に日産自動車の子会社であるオーテックジャパンと共同開発したオーテック・ザガートステルビオは話題を呼んだ。1992年にスパーダがI.DE.Aから復帰し、ランチア・ハイエナを登場させた。
その後、スパーダは1993年にフリーランスとなったが、ウーゴの孫に当たるアンドレア・ザガートのもとSZデザインとして事業を継続している。現在は日本人の原田則彦がチーフデザイナーを務める。
2000年代以降は所縁のあるメーカーと提携し、伝統を印象付けるモデルを意欲的に発表している。事業ラインは2つあり、ザガート・アテリエ (ZAGATO ATELIER) では受注生産のスペシャルモデル（バッジは"Z"）、プレタ・コンデュイレ (PRET A CONDUIRE) では少数限定のプロダクションモデル（バッジは"Zagato"）をデザインする。この他、失われた過去の名車をデジタル技術を用いて再現するサンクション・ドゥエ (SANCTION II) という事業も行っている。
2011年、イギリスのコベントリー・プロトタイプ・パネルズ (CPP) と共同出資し、CPPミラン (CCP Milan s.r.l.) を設立すると発表した。ザガートがデザインを行い、CPPがザガートブランドの新商品を共同開発するとしている。

## 代表作
- 1929年: アルファロメオ・6C 1750 GS
- 1932年: アルファロメオ・8C 2300
- 1937年: アルファロメオ・8C 2900
- 1938年: フィアット・1500スパイダーMM
- 1938年: ランチア・アプリリア・スポルト・アエロディナミーカ
- 1949年: マセラティ・A6 1500パノラミーカ
- 1952年: フィアット・8Vエラボレータ
- 1953年: オスカ・4500 Biondetti
- 1954年: マセラティ・A6 G/54 2000
- 1957年: アルファロメオ・ジュリエッタSZ(Sprint Zagato)
- 1957年: ランチア・アッピアGT
- 1958年: ランチア・フラミニア・スポルト
- 1960年: アストンマーティン・DB4GTザガート
- 1962年: オスカ・1600 GTZ
- 1962年: アルファロメオ・2600SZ
- 1963年: アルファロメオ・ジュリアTZ(Tuborale Zagato)
- 1963年: ランチア・フラヴィア・スポルト・ザガート
- 1965年: アルファロメオ・グランスポルト・クアトロルオーテ
- 1966年: ランチア・フルヴィア・スポルト・ザガート
- 1969年: アルファロメオ・ジュニアZ
- 1986年: アストンマーティン・V8ザガート
- 1988年: オーテック・ザガートステルビオ
- 1989年: アルファロメオ・SZ
- 1991年: ザガート・ガビア[2]
- 1992年: ランチア・ハイエナ
- 1995年: アルファロメオ・155ザガート
- 1998年: トヨタ・ハリアーザガート（初代）
- 2001年: TMI・VM180ザガート（トヨタ・MR-Sがベース）
- 2002年: アストンマーティン・DB7ザガート
- 2006年: フェラーリ・575GTZ
- 2006年: トヨタ・ハリアーザガート（2代目）
- 2008年: ベントレー・ザガートGTZ
- 2010年: アルファロメオ・TZ3コルサ
- 2011年: フィアット・500クーペザガート
- 2011年: アルファロメオ・TZ3ストラダーレ
- 2011年: アストンマーティン・V12サガート
- 2012年: BMWザガートクーペ/ロードスター
- 2014年: ランボルギーニ・5-95ザガート
- 2017年: アストンマーティン・ヴァンキッシュ・ザガート
- 2022年: アルファロメオ・ジュリア SWBザガート
- 2024年: ザガート・AGTZツインテール

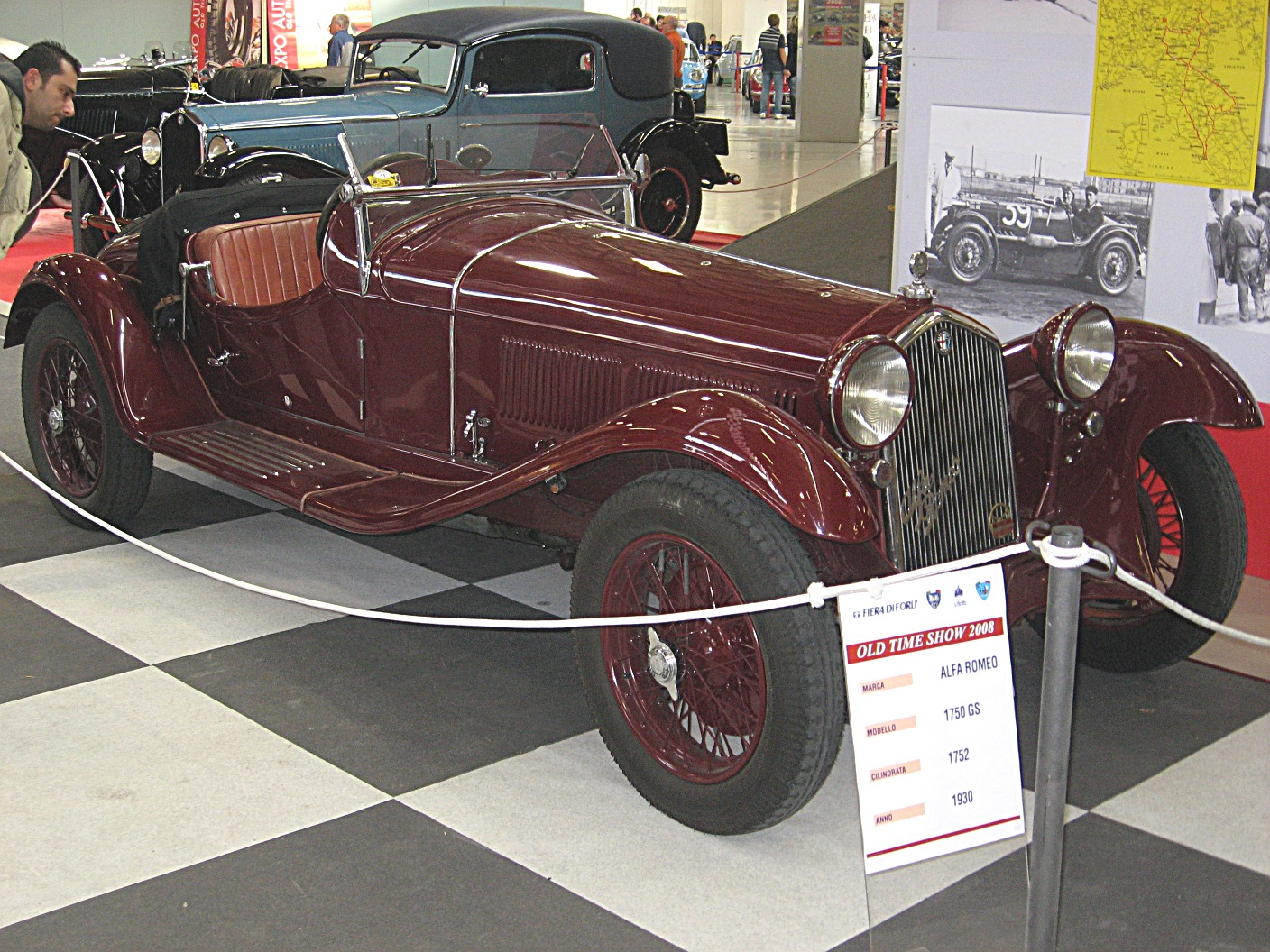
アルファロメオ・6C 1750 GS
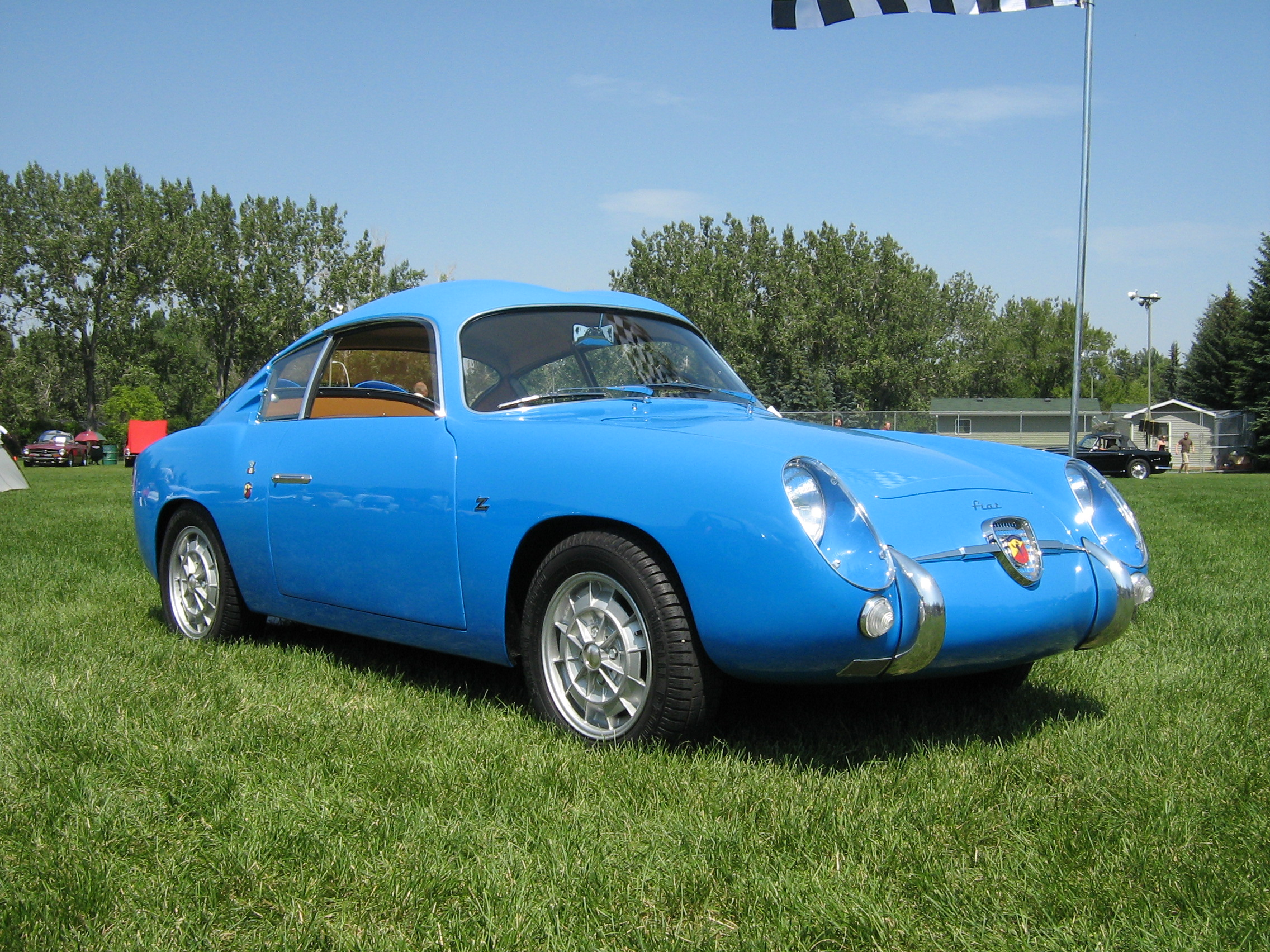
フィアット・アバルト750GT
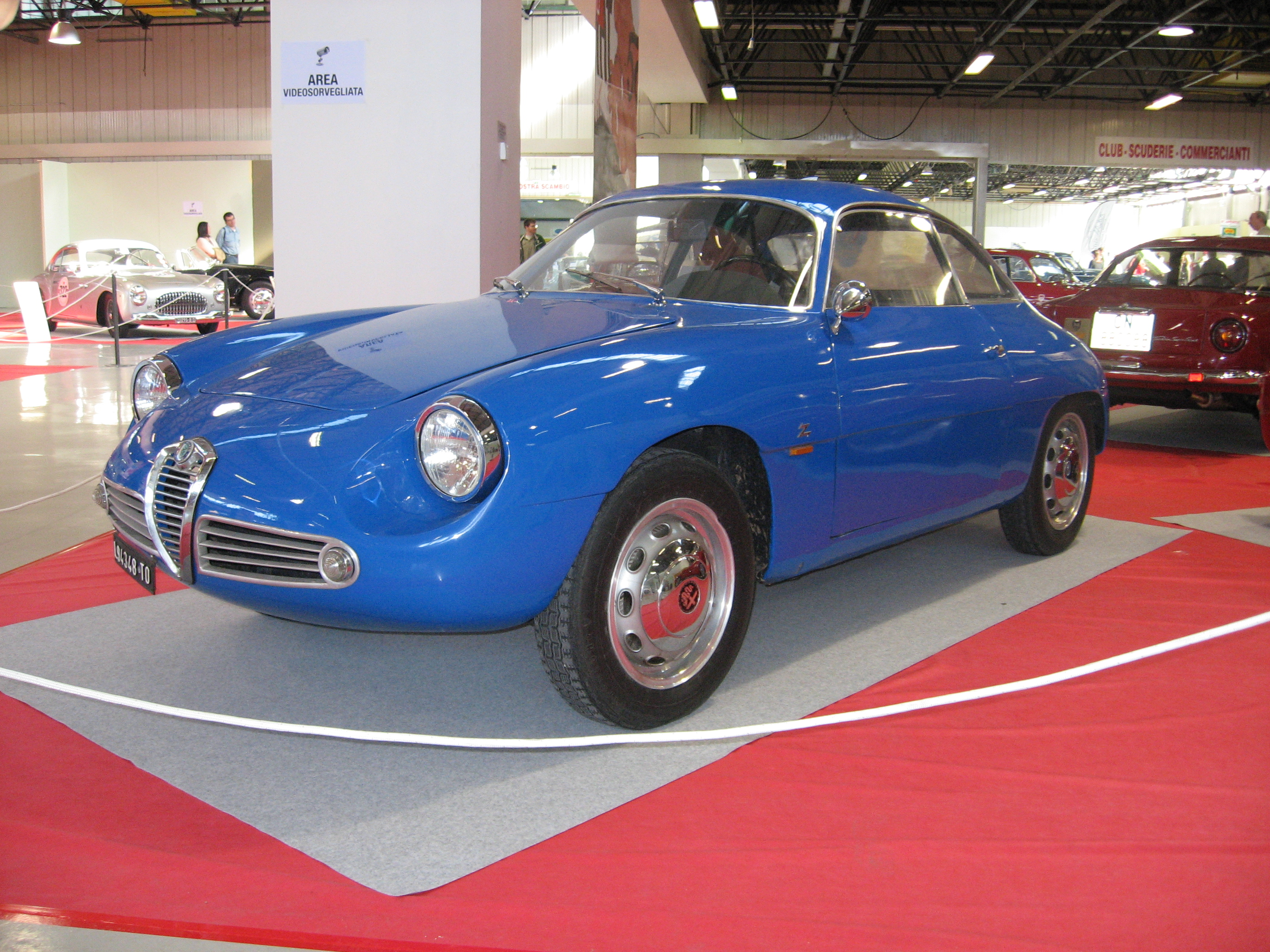
アルファロメオ・ジュリエッタSZ(Sprint Zagato)
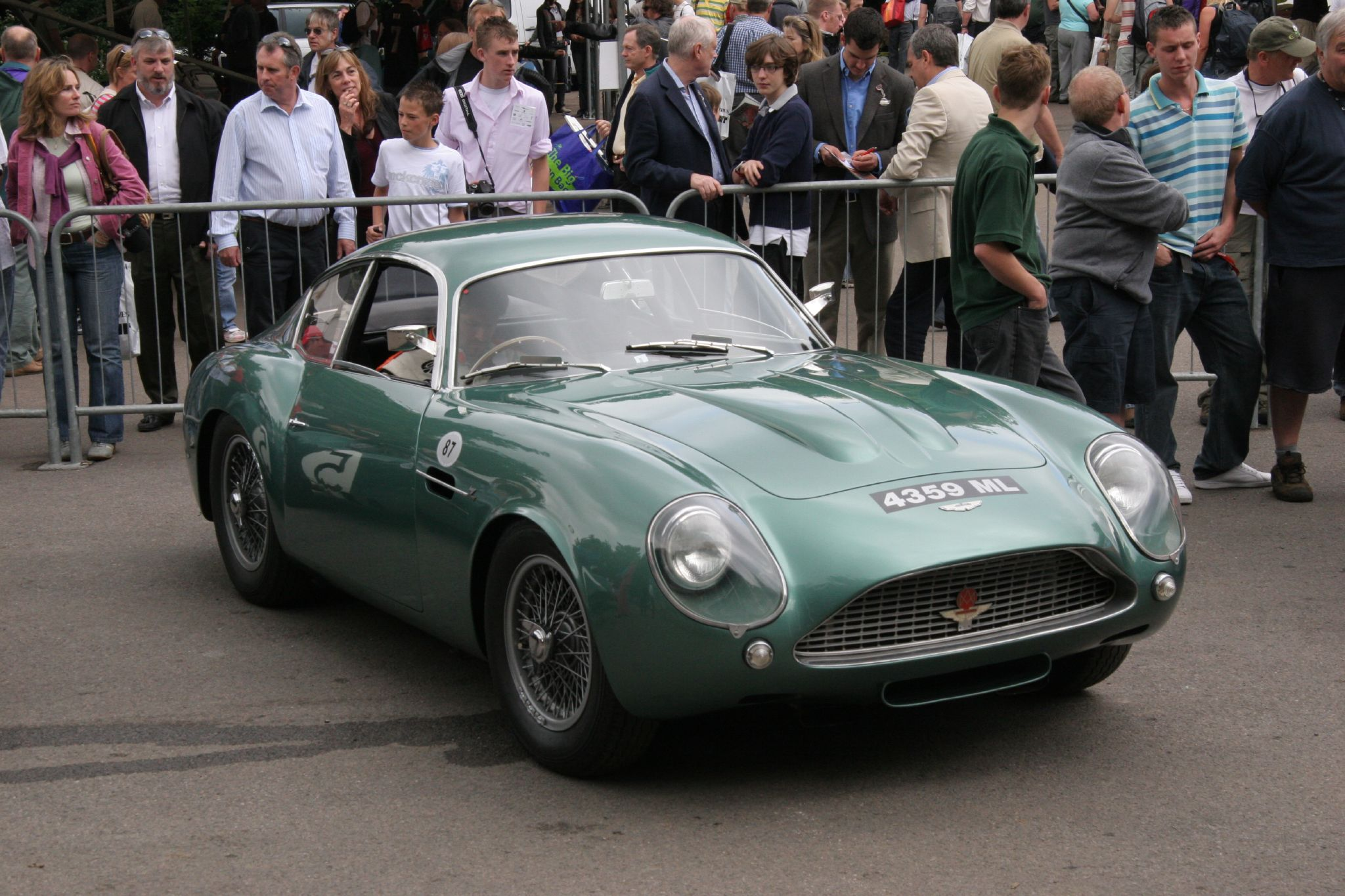
アストンマーティン・DB4GTザガート
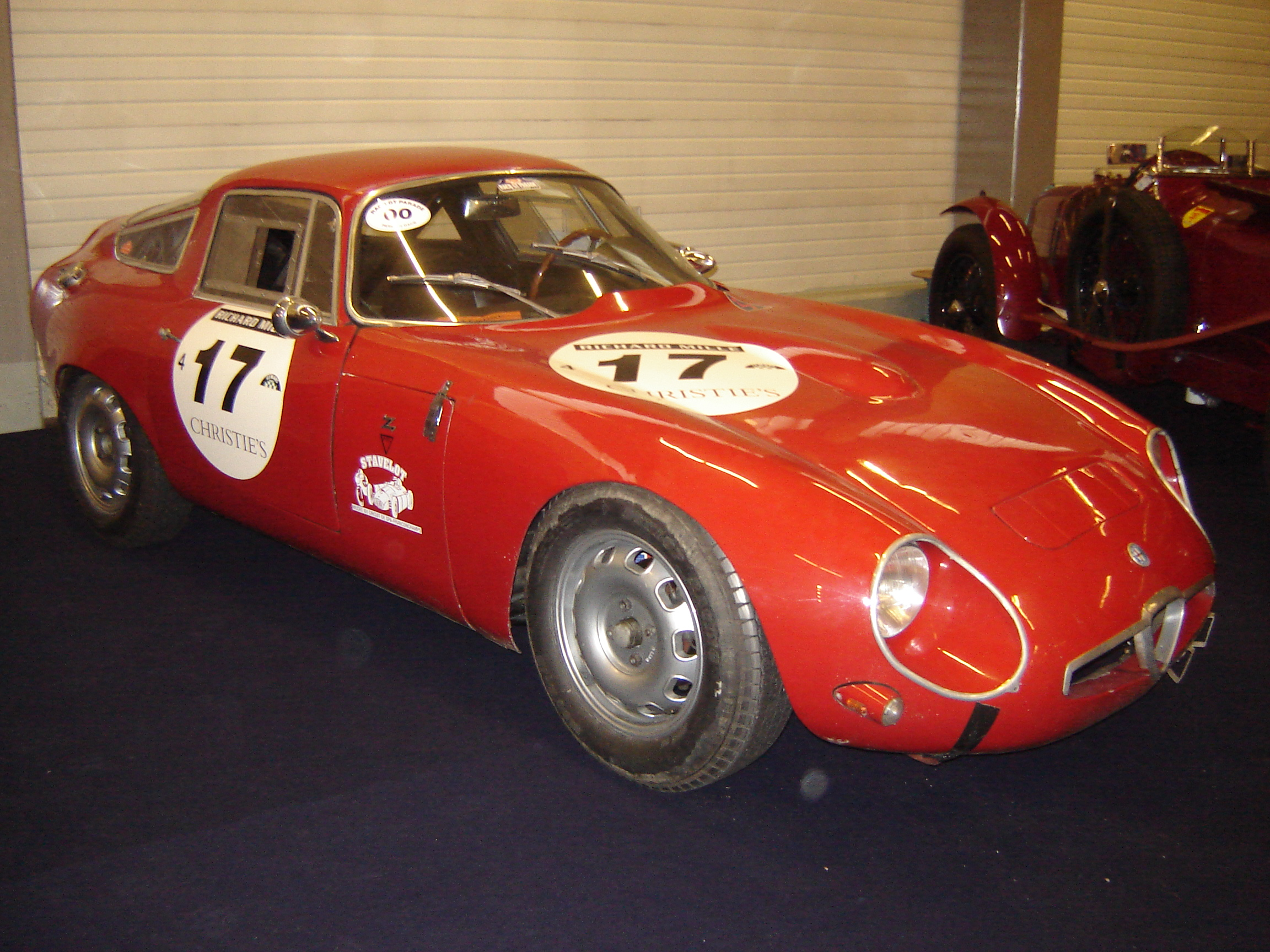
アルファロメオ・ジュリアTZ(Tuborale Zagato)
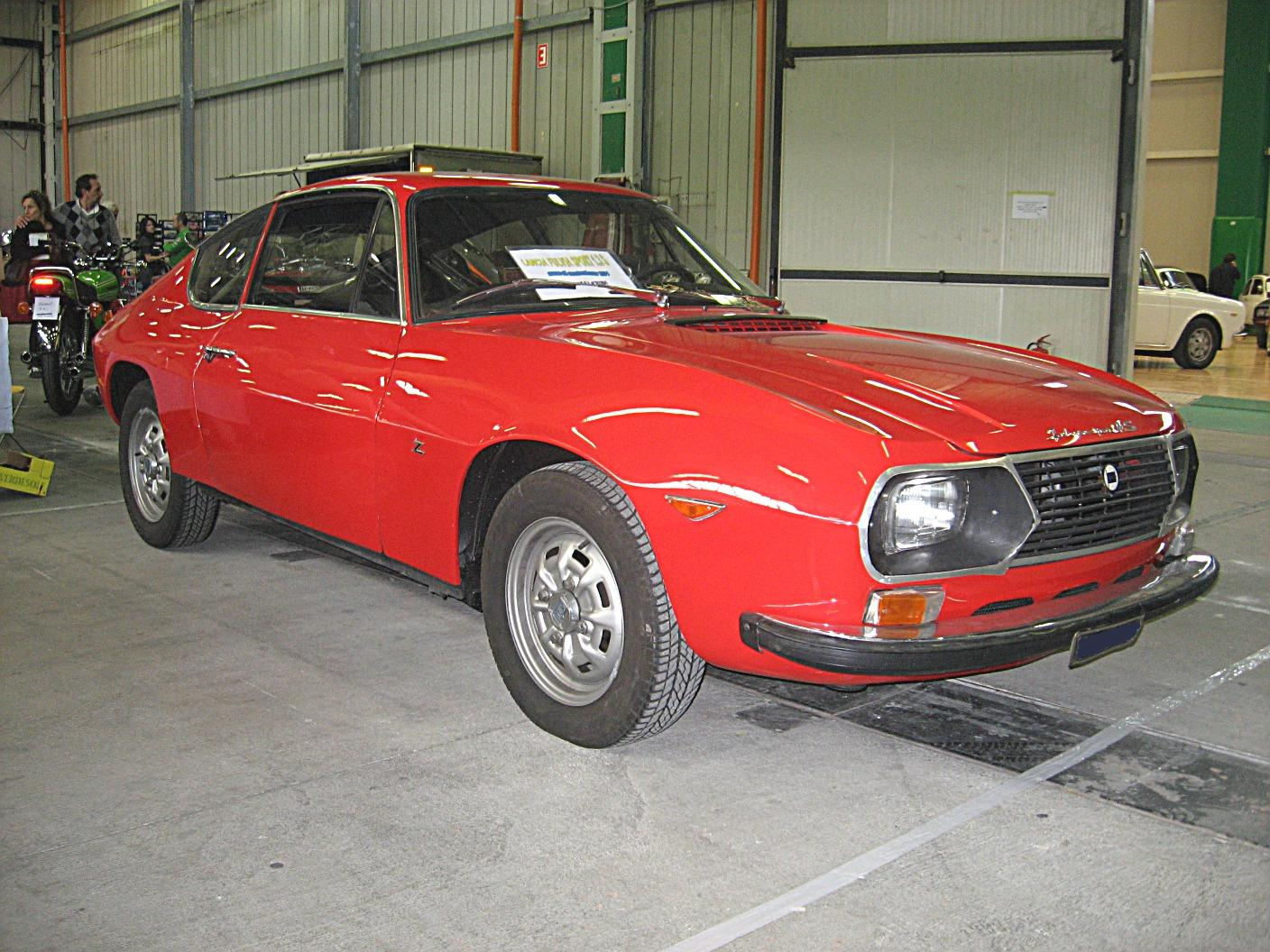
ランチア・フルヴィア・スポルト・ザガート
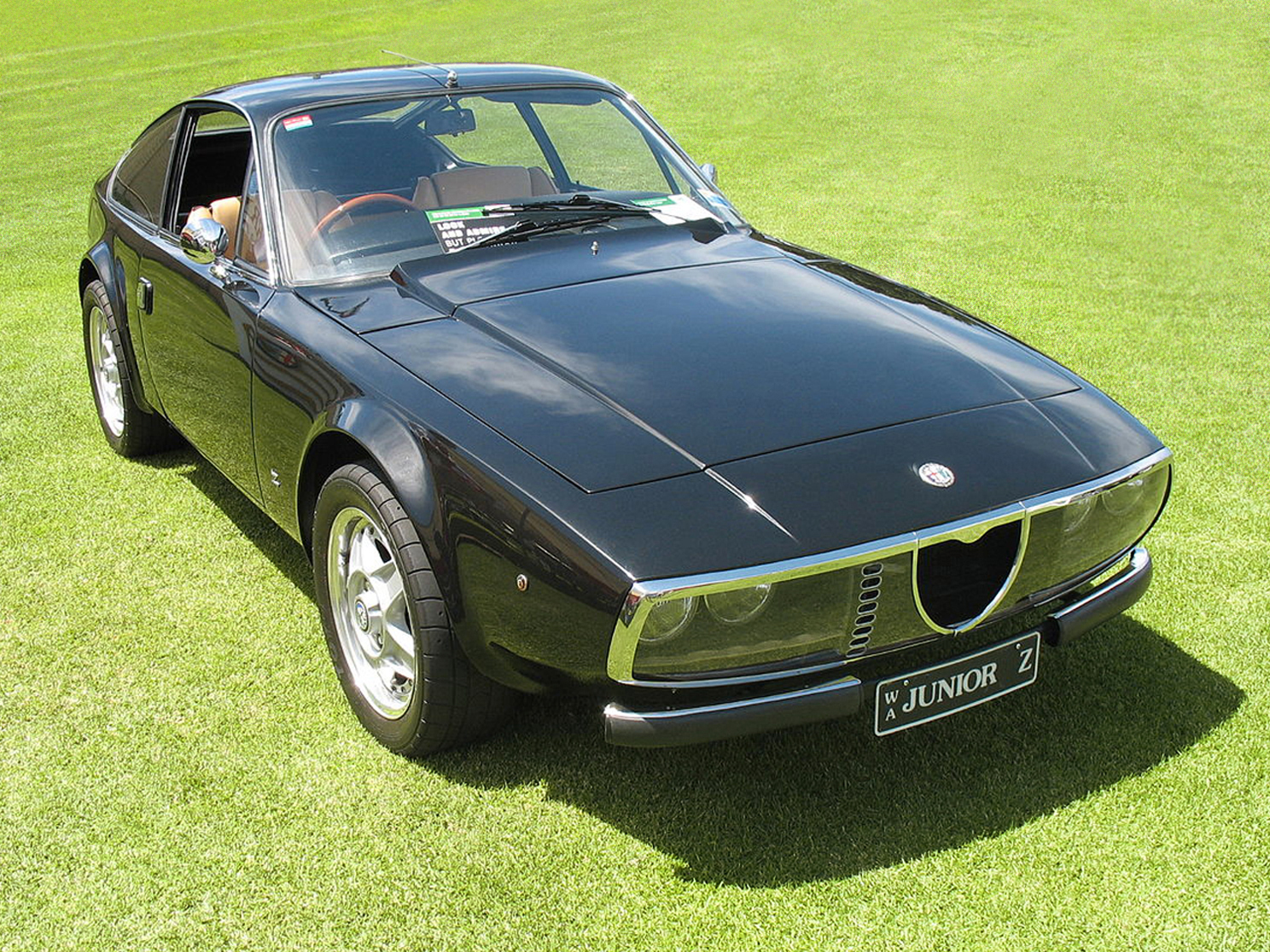
アルファロメオ・ジュニアZ
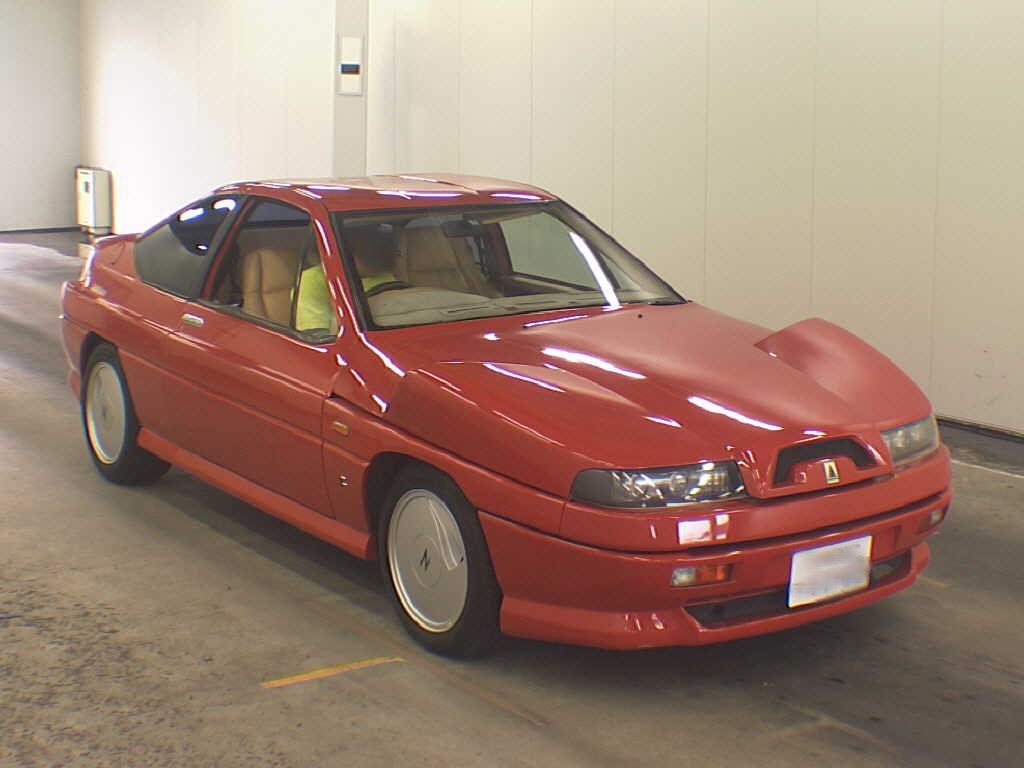
オーテック・ザガートステルビオ
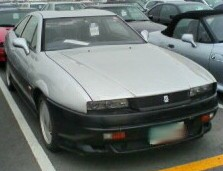
ザガート・ガビア
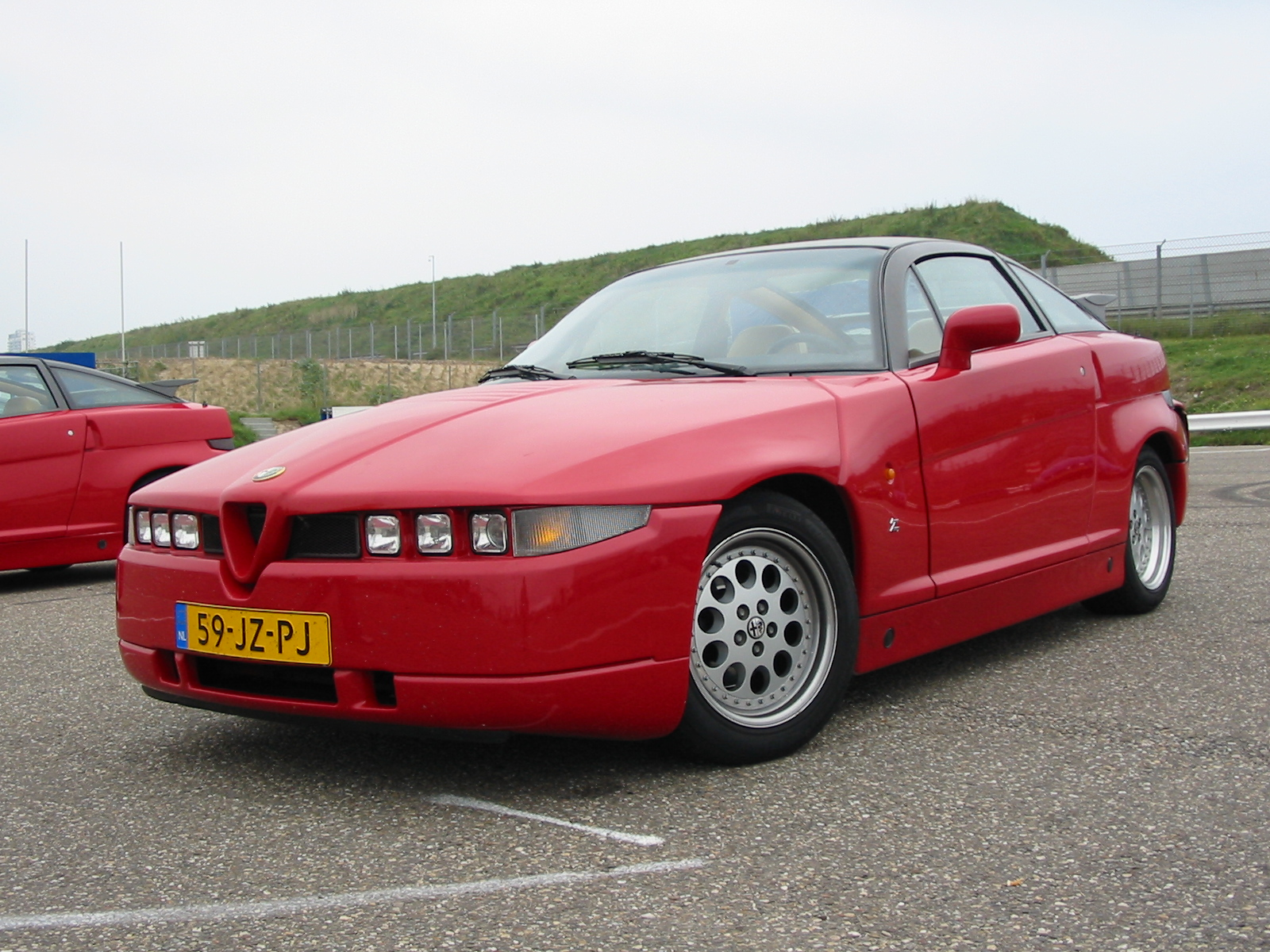
アルファロメオ・SZ
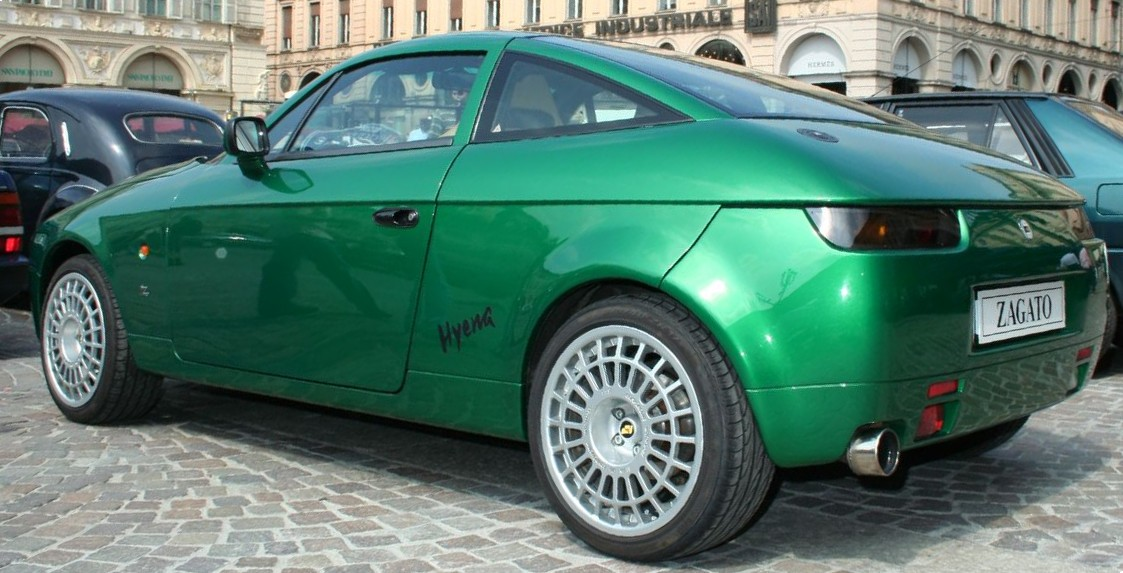
ランチア・ハイエナ
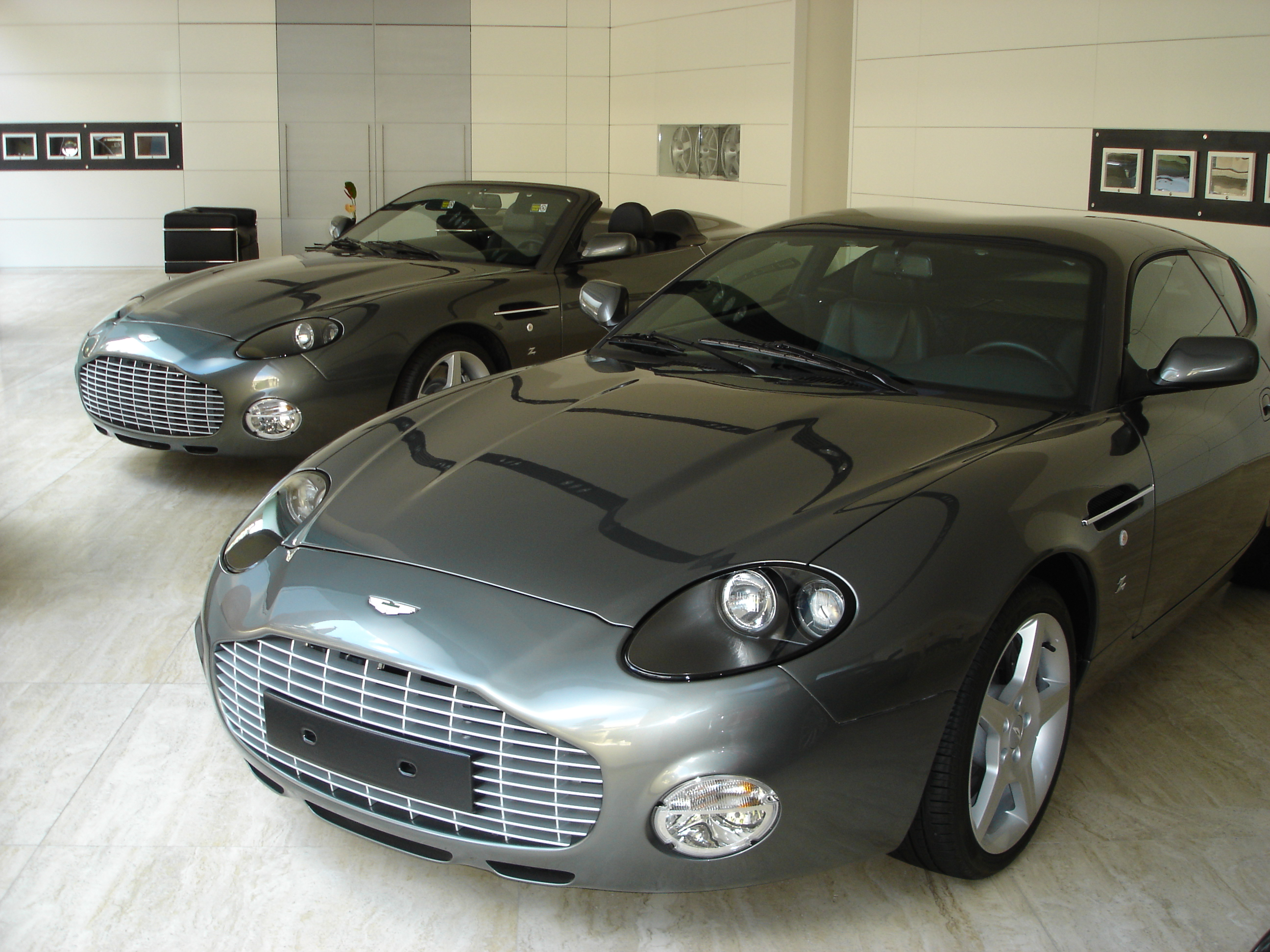
アストンマーティン・DB7ザガート
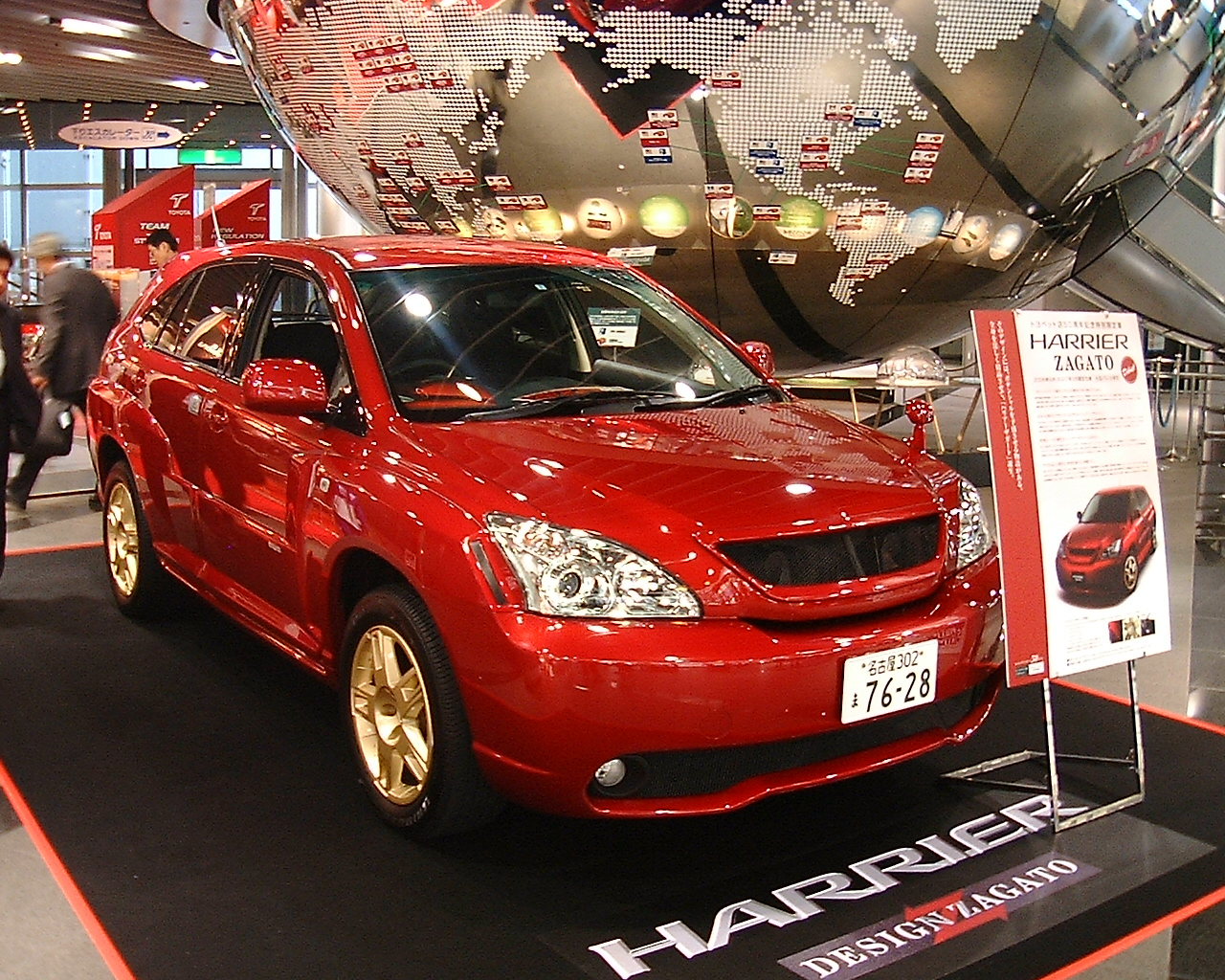
トヨタ・ハリアーザガート（2代目）
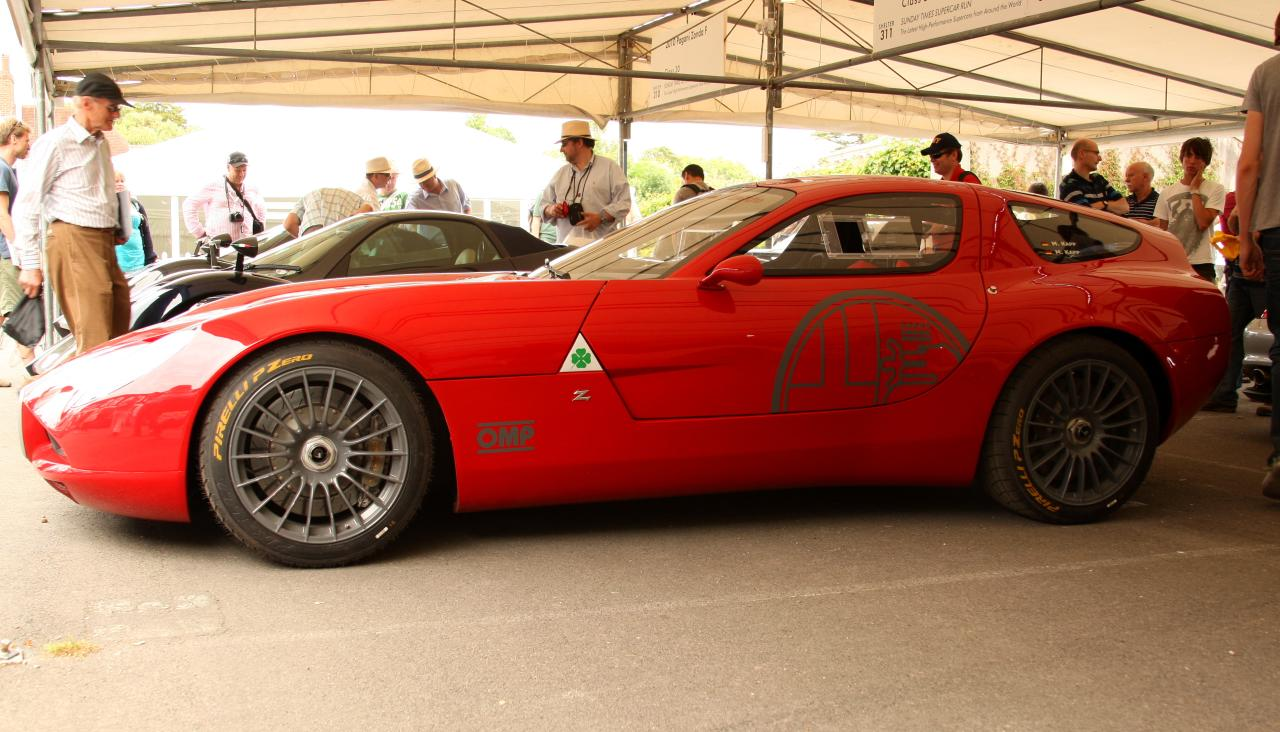
アルファロメオ・TZ3コルサ
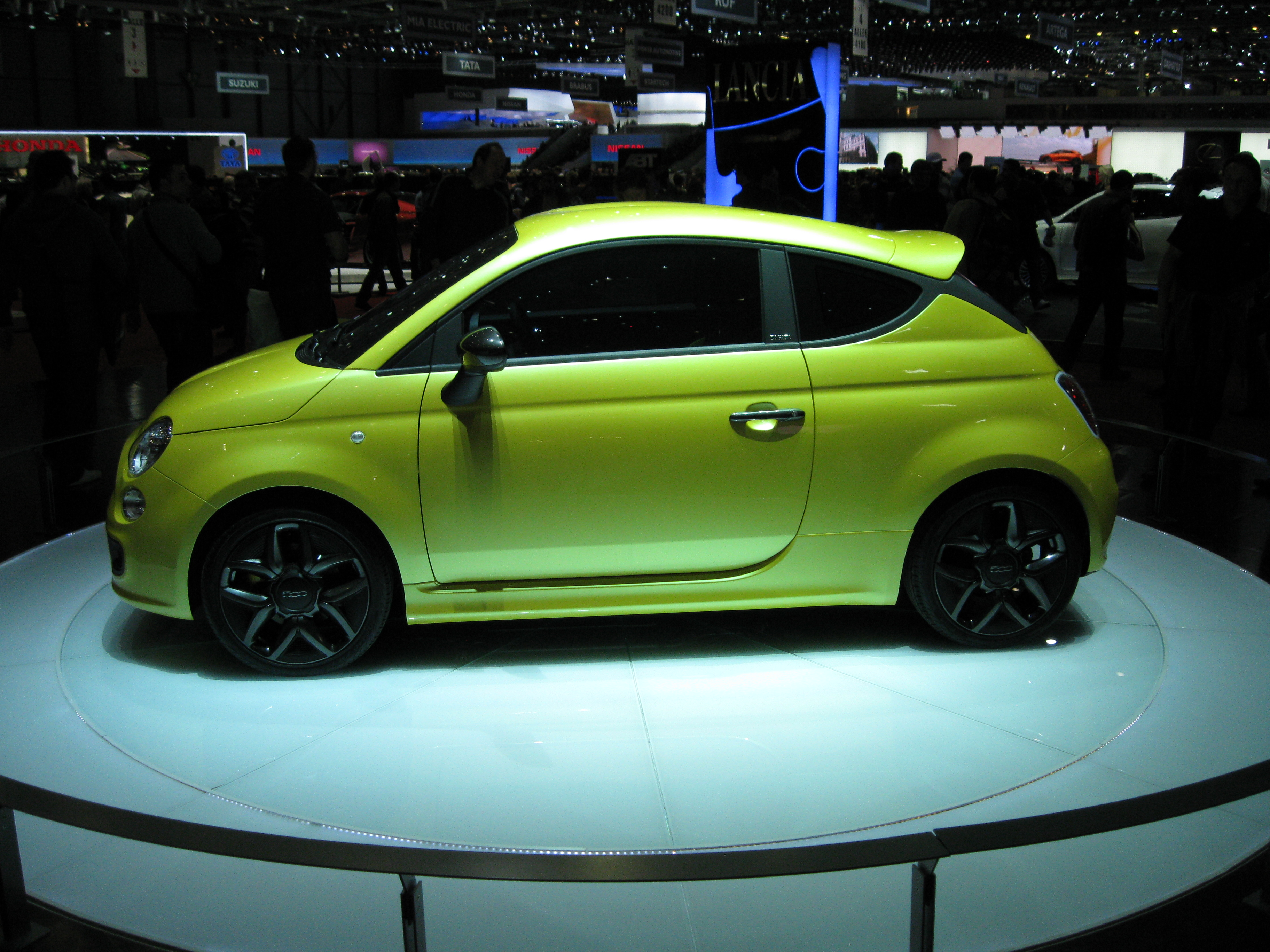
フィアット・500クーペザガート
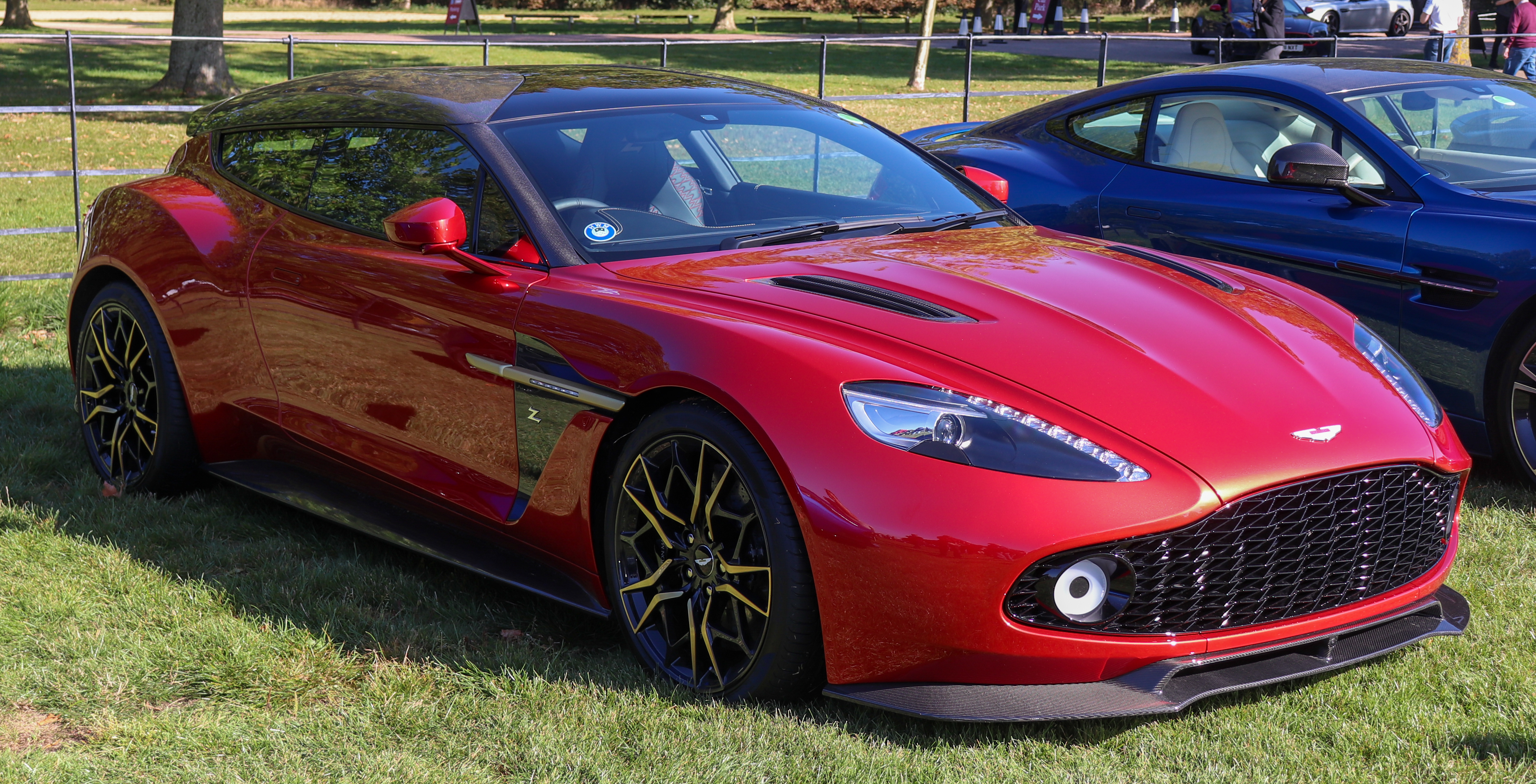
アストンマーティン・ヴァンキッシュ・ザガート

## ザガートジャパン
1980年代後半に藤田尚三によって設立され、1989年に日本自動車輸入組合に加盟。1994年頃には神奈川県葉山町に本社を移転した（後に藤沢市に再移転）。主にオーテック・ザガートステルビオやアルファロメオ・155ザガートの輸入元となり、納車前整備はS&Sエンジニアリングが行っていた。また葉山の本社敷地にはイタリア料理店「ヴィラ・ザガート葉山」もあった。